# Парламентарни избори в Северна Корея (1990)
Парламентарните избори в Северна Корея през 1990 г. са девети избори за Върховно събрание и са проведени на 22 април.
Само един кандидат е избиран във всеки избирателен район, всички от които са представители на Корейската работническа партия, въпреки че някои са кандидати от името на други партии или държавни организации, за да се даде вид на демокрация.
На първата сесия е създаден Държавен съвет на КНДР.

## Резултати
| Коалиция                                        | Партия                         | Гласове | %     | Места |
| ----------------------------------------------- | ------------------------------ | ------- | ----- | ----- |
| Демократичен фронт за обединение на отечеството | Корейска работническа партия   |         | 100,0 | 601   |
| Демократичен фронт за обединение на отечеството | Корейска демократична партия   | 51      | 100,0 |       |
| Демократичен фронт за обединение на отечеството | Чондоистка партия              | 22      | 100,0 |       |
| Демократичен фронт за обединение на отечеството | Независими                     | 13      | 100,0 |       |
| Общо                                            | Общо                           |         | 100   | 687   |
| Регистрирани гласове/активност                  | Регистрирани гласове/активност |         | 99,78 | –     |
| Източник: Nohlen et al.                         |                                |         |       |       |